# Todo un hombre (película de 1983)
Todo un hombre es una película de drama mexicana de 1983 dirigida por Rafael Villaseñor Kuri y protagonizada por Vicente Fernández, Amparo Muñoz, Yolanda Ciani y Dacia González.

## Trama
Joaquín Barrera ha hecho su fortuna con esfuerzo, es un hombre seco y déspota y aprovechando la ruina de Don Agustín Monteros se casa con su hija Laura. Ella lo rechaza, pero poco a poco va comprendiendo los nobles sentimientos de su marido, quien a pesar de ser muy duro decide cambiar su actitud cuando ella enferma gravemente. 

## Reparto
- Vicente Fernández como Joaquín Barrera
- Amparo Muñoz como Laura Monteros
- Felipe Arriaga como Sotero
- Yolanda Ciani como Sra. de Monteros, Madre de Laura
- Eduardo Noriega como Don Agustín Monteros, padre de Laura
- Oscar Traven como Fernando Aguirre
- Dacia González como Madre de Joaquín
- Enrique Lucero como Juvencio
- Óscar Morelli como Padre de Joaquín
- Carlos Cardán como Braulio Gómez
- Araceli Aguilar como Isabel
- Lizetta Romo como Amiga chismosa de Isabel
- Martin LaSalle como Doctor
- Roberto Schlosser como Juan Carlos
- Raúl Abarca como Luisito (Raúl Abarca niño)
- Baltazar Ramos Jr. como Joaquín niño (Baltazar Ramos niño)
- Julio Monterde como Doctor
- Victoriana Garossi
- Roy De La Serna
- Laura Tovar como Sirvienta
- Rafael de Anda
- Rafael Fernández
- Alfonso Carti como Cantinero (no acreditado)